# Nina Garsoïan
Nina G. Garsoïan, née le 11 avril 1923 à Paris et morte le 14 août 2022 à New York, est une historienne américaine d'origine française spécialisée dans l'histoire arménienne et byzantine,,.
En 1969, elle devient la première femme historienne à obtenir un poste permanent à l'université Columbia et, par la suite, est la première titulaire de la chaire Gevork M. Avedissian d'histoire et de civilisation arméniennes à Columbia. De 1977 à 1979, elle est doyenne de la Graduate School de l'université de Princeton,.

## Biographie
Nina Garsoïan est née à Paris le 11 avril 1923 de parents arméniens de Russie, originaires du Nakhitchevan-sur-le-Don (Rostov-sur-le-Don) et de Tbilissi. Elle s'installe à New York en 1933. Elle obtient un BA en archéologie classique du Bryn Mawr College en 1943 et une maîtrise et un doctorat de l'université Columbia en histoire byzantine, proche-orientale et arménienne. Elle reçoit une bourse Fulbright pour étudier au monastère mekhitariste de San Lazzaro degli Armeni à Venise.
Nina Garsoïan commence à enseigner au Smith College en 1956 et à Columbia en 1962. En 1969, elle devient la première femme professeur à être titulaire au département d'histoire de Columbia. Garsoïan est la première femme doyenne de la Princeton University Graduate School lorsqu'elle est nommée à ce poste en 1977. Elle occupe ce poste jusqu'en 1979.
En 1979, elle est la première titulaire de la chaire Gevork M. Avedissian d'histoire et de civilisation arméniennes à l'Université de Columbia. Elle prend sa retraite en 1993 et est actuellement professeur émérite d'histoire et de civilisation arméniennes.
Nina Garsoïan est administratrice de la Revue des études arméniennes à Paris, Fellow de la Medieval Academy of America et Corresponding Fellow de la British Academy. Elle a participé au symposium d'études byzantines à Dumbarton Oaks, dont elle est codirectrice à deux reprises.

## Ouvrages
Nina Garsoïan publie de nombreux livres, articles de revues et d'encyclopédies sur l'histoire arménienne, byzantine et sassanide. Dans ses publications, elle souligne l'influence irano-persane sur l'histoire arménienne.

### Livres
- L'hérésie paulicienne, Mouton, 1968.
- L'Arménie entre Byzance et les Sassanides, Édition Variorum, 1985.
- Les histoires épiques attribuées à Pʻawstos Buzand: (Buzandaran Patmutʻiwnkʻ), Harvard University Press, 1989.
- L'Eglise arménienne et le grand schisme d'Orient, Éditions Peeter, 1999.
- Église et culture au début de l'Arménie médiévale, Ashgate, 1999.
- De Vita Sua, 2011. (mémoires)

### Articles
- « Hérésie byzantine. Une réinterprétation », Documents Dumbarton Oaks 25 (1971) : p. 85-113.
- « Juridiction laïque sur l'église arménienne (IVe – VIIe siècles) », Études ukrainiennes de Harvard 7 (1983) : p. 220-250.
- « Byzance et les Sassanides », Cambridge History of Iran 3.1 (1983) : p. 568-592.
- « Le problème de l'intégration arménienne dans l'empire byzantin », Études sur la diaspora interne de l'Empire byzantin (1998) : p. 53-124.

### Traductions
- Le commerce et les villes d'Arménie en relation avec le commerce mondial antique par Hakob Manandian, 1965
- L'Arménie à l'époque de Justinien par Nicholas Adontz, Fondation Calouste Gulbenkian, 1970.
- Les Émirats arabes en Bagratid Armenia par Aram Ter-Ghevondyan, Librairie Bertrand, 1976